# حادث تحطم مروحية ليستر سيتي 2018
في 27 تشرين الأول/أكتوبر 2018؛ تحطّمت مروحية من طِراز أغستاوستلاند إيه دبليو 169 بعد وقتٍ قصيرٍ من إقلاعها من ملعب كينغ باور التابع لنادي ليستر سيتي في مدينة ليستر في المملكة المتحدة. كانَ على متنِ المروحيّة خمسة أشخاص بما في ذلك مالك النادي فيشاي سريفادانابرابها، الطيّار وثلاث ركاب آخرين.
بعد سقوط المروحيّة؛ بدأت شعبة التحقيق في الحوادث الجوية التحقيق في الحادث وبعدَ يومٍ كامل نشرت بيانًا أكّدت فيه مقتلَ جميع من على متن المروحية دون تقديم مزيد من التوضيحات لما حصل بالضبط.

## الحادث

### ملخص الرحلة
قلّت الطائرة مالك نادي ليستر سيتي السيّد فيشاي إلى أرضية الملعب لحضور مباراة فريقه في الدوري الإنجليزي الممتاز ضدّ وست هام يونايتد. انطلقت المروحيّة من مقاطعة سوري في تمامِ الساعة 14:43 بتوقيت جرينتش (13:43 بالتوقيت العالمي المنسق) ووصلت إلى الملعب في الساعة 15:58 بتوقيت جرينتش (14:58 بالتوقيت العالمي المُنسق). عقب نهاية المباراة؛ وكَما هو معتاد؛ هطبت الهليكوبتر في منتصف الملعب لحملِ فيشاي وباقي طاقمه. حينَها شوهدت المروحيّة وهي تستعد للطيران خارجَ الملعب خلال البث المباشر لما بعد نهاية المباراة. في تلك اللحظة؛ كان مدرب ومالك نادي وست هام قد غادرا فيما كان بعضُ موظفي ولاعبي ليستر سيتي في الملعب في حين كانَ هناك بعضُ المشجعين من كلا الناديين خارج أرضية الملعب.

### تفاصيل الحادث
الطائرة مملوكة لمالك نادي ليستر التايلاندي فيشاي وقد كان يستقلها هوَ رفقة خمسة من طاقمه. تحطمت المروحيّة في تمام الساعة 20:30 بتوقيت جرينتش (الساعة 19:30 بالتوقيت العالمي) وذلكَ بعد وقت قصير من إقلاعها من ملعب كينغ باور. حسب بعض الشهود العيان فقد سمعوا صوتَ ارتطام شيء ما بالأرض ثم سرعان ما شاهدوا اشتعال ذلك الشيء بالنيران فتبينوا فيما بعد أنها مروحيّة مالك النادي. حاول الشهود والمتواجدين في المَكان إنقاذ من كان على متنِ طائرة الهليكوبتر ولكنهم فشلوا في ذلك بسبب لهيبِ النيران. حسب أحد الحاضرين؛ فإنّ سبب سقوط المروحيّة هو فشل ذيلها في الدوران في حين وصفَ شاهد آخر ما جرى بالقول: «سقطت المروحيّة كما يسقط الحجر من فوق باتجاه الأرض.» تحطمت المروحيّة على بعدِ 200 متر (220 يارد) من الملعب وبالتحديدِ في قبوٍ للسيارات. يُعد هذا الحادث هو الأول من نوعهِ والذي تسقطُ فيه مروحية من نوع آو 169.

## الطائرة
الطائرة المعنية بالأمر هي مروحيّة من طراز أغستاوستلاند إيه دبليو 169 ورقمُ تسجيل هوَ Z-VSKP. صُنعت في عام 2016، وقادرة على نقل 10 أشخاص بمجموع أوزانٍ لا يتعدى الـ 4,500 كيلوغرام (9,900 رطل). المروحية مدعومة باثنين من محركات برات آند ويتني من كندا.

## التحقيق
فتحت شعبة التحقيق في الحوادث الجوية تحقيقًا لفهمِ ما حصل. انتشلت هذه الشعبة الصندوق الأسود (مسجل بيانات الرحلة) في 28 تشرين الأول/أكتوبر وكان متضررًا بشكل كبير بسبب التهام النيران له. تم نقل الصندوق إلى فارنبرة لاستخراجِ البيانات الواردة فيه. من المُقرر –حسب تصريحات الشرطة– أنّ يتم نقل حطام الهيليكوبتر فارنبرة كذلك في الثاني من تشرين الثاني/نوفمبر.

## ردود الفعل
تمّ تأجيل مباراة في كرة القدم النسائية بينَ ليستر سيتي ومانشستر يونايتد والتي كان من المقرر عقدها بعد يومٍ منَ الحادث احترامًا لروح الفقيد. تأجلت مباراة أخرى للفريق النسوي أيضًا في ضد ديربي كاونتي. أُجلت كذلك مباراة ليستر سيتي في كأس رابطة الأندية الإنجليزية المحترفة ضد ساوثامبتون والتي كان منَ المقرر أن تجرى في ملعب الفريق يوم الثلاثاء 30 تشرين الأول/أكتوبر.
قامَ مشجعي الفريق بوضع الزهور وقمصان الفريق خارج الملعب في صباح اليوم التالي كما شوهدت قمصان فريق وست هام يونايتد في موقع تحطم الطائرة كنوعٍ من التضامن والتآزر مع الضحايا وعائلاتهم. سيرتدي كل لاعبي الدوري الإنجليزي الممتاز شارات سوداء في مباراتهم القادِمة تعبيرًا عن تعاطفهم معَ الضحايا ومعَ أسرهم وتخليدًا لذكرى من رحل.